# 2019冠状病毒病广东省疫情时间线 (2021年)
本条目介绍2019冠状病毒病疫情于2021年在广东省的情况和确诊病例。

## 2021年1月
1月1日，广东省新增境外输入确诊病例3例，广州报告2例，分别来自尼日利亚和秘鲁；深圳报告1例，来自美国。
1月2日，广东省新增境外输入确诊病例2例，广州报告1例，来自孟加拉国；肇庆报告1例，来自印度尼西亚。当日，廣東省疾控中心发布消息称，近期在一名自英國輸入病例的咽拭子樣本中發現B.1.1.7突變株，與近期英國的變異病毒基因序列高度相似。
1月3日，广东省新增境外输入确诊病例2例，广州报告，分别来自坦桑尼亚和赞比亚。
1月4日，广东省新增境外输入确诊病例4例，广州报告3例，分别来自加拿大、津巴布韦和刚果金；佛山报告1例，来自埃及。
1月5日，广东省新增境外输入确诊病例3例，广州报告2例，来自刚果金；深圳报告1例，来自香港。
1月6日，廣東省疾控中心表示，已经从一名由新加坡入境的南非籍確診者咽拭子中，分離出南非發現的變種病毒。当日广东省新增境外输入确诊病例2例，广州报告，来自伊拉克。
1月7日，廣東省新增境外输入确诊病例3例，广州报告，分别来自肯尼亚、刚果金和荷兰。
1月8日，广东省新增境外输入确诊病例2例，广州报告1例，来自日本；肇庆报告1例，来自缅甸。
1月9日，广东省新增境外输入确诊病例1例，广州报告，来自坦桑尼亚。
1月10日，广东省新增境外输入确诊病例7例，广州报告，其中来自美国和尼日利亚各2例，其余3例分别来自马来西亚、阿联酋和约旦。
1月11日，广东省新增境外输入确诊病例1例，清远报告，来自美国。
1月12日，广东省新增境外输入确诊病例2例，广州报告1例，来自埃及；深圳报告1例，来自香港。
1月13日，广东省新增境外输入确诊病例3例，广州报告2例，分别来自马来西亚和伊朗；肇庆报告1例，来自马来西亚。
1月14日，广东省新增境外输入确诊病例3例，均为广州报告，分别来自美国、加纳和马尔代夫。
1月16日，广东省新增境外输入确诊病例2例，佛山报告，分别来自尼日利亚和科威特。
1月17日，广东省新增境外输入确诊病例1例，广州报告，来自莫桑比克。
1月18日，广东省新增境外输入确诊病例3例，广州报告2例，分别来自赞比亚和加纳；佛山报告1例，来自阿联酋。
1月19日，广东省新增境外输入确诊病例3例，广州报告，均来自赞比亚。
1月20日，广东省新增境外输入确诊病例1例，广州报告，来自加纳。
1月21日，广东省新增境外输入确诊病例4例，均为广州报告，2例来自墨西哥，其余2例分别来自赞比亚和尼日利亚。
1月22日，广东省新增境外输入确诊病例1例，江门报告，来自孟加拉国。新增出院3例。
1月23日，广东省新增1例本土无症状感染者，深圳报告，通过对隔离酒店工作人员例行核酸检测发现；新增5例境外输入确诊病例，深圳报告2例，均来自莫桑比克；佛山报告1例，来自科威特；肇庆报告1例，来自尼日利亚；江门报告1例，来自莫桑比克。
1月24日，广东省新增境外输入确诊病例2例，广州报告，分别来自美国和墨西哥。
1月25日，广东省新增境外输入确诊病例2例，广州报告1例，来自赞比亚；佛山报告1例，来自美国。
1月26日，广东省新增境外输入确诊病例7例，广州报告4例，2例来自赞比亚，2例来自阿联酋；佛山报告3例，2例来自美国，1例来自孟加拉国。
1月27日，广东省新增境外输入确诊病例1例，广州报告，来自尼日利亚。
1月28日，广东省新增境外输入确诊病例5例，均为广州报告，分别来自美国、缅甸、尼泊尔、莫桑比克和塞内加尔。
1月30日，广东省新增境外输入确诊病例3例，广州报告1例，来自马来西亚；深圳报告1例，来自莫桑比克；江门报告1例，来自坦桑尼亚。
1月31日，广东省新增境外输入确诊病例1例，广州报告，来自马来西亚。

## 2021年2月
2月1日，广东省新增境外输入确诊病例2例，广州报告1例，来自加纳；肇庆报告1例，来自马来西亚。
2月2日，广东省新增境外输入确诊病例2例，佛山报告，分别来自美国和科威特。
2月3日，广东省新增境外输入确诊病例3例，广州报告，2例来自马来西亚，1例来自美国。
2月4日，广东省新增境外输入确诊病例2例，均为广州报告，分别来自马来西亚和尼泊尔。
2月5日，广东省新增境外输入确诊病例1例，佛山报告，来自孟加拉国。
2月6日，广东省新增境外输入确诊病例2例，广州报告1例，来自日本；佛山报告1例，来自伊拉克。
2月7日，广东省新增境外输入确诊病例7例，广州报告，5例来自印度尼西亚，其余2例分别来自印度和荷兰。
2月8日，广东省新增境外输入确诊病例7例，广州报告6例，4例来自赞比亚，其余2例分别来自阿联酋和墨西哥；佛山报告1例，来自美国。
2月10日，广东省新增境外输入确诊病例1例，广州报告，来自荷兰。
2月11日，广东省新增境外输入确诊病例2例，深圳报告1例，来自香港；江门报告1例，来自马来西亚。
2月12日，广东省新增境外输入确诊病例3例，广州报告1例，来自马来西亚；深圳报告2例，均来自俄罗斯。
2月13日，广东省新增境外输入确诊病例2例，均为广州报告，分别来自沙特阿拉伯和约旦。
2月14日，广东省新增境外输入确诊病例4例，广州报告2例，分别来自赞比亚和巴林；深圳报告1例，来自莫桑比克；佛山报告1例，来自孟加拉国。
2月15日，广东省新增境外输入确诊病例8例，广州报告7例，2例来自刚果金，2例来自尼日利亚，其余3例分别来自加拿大、泰国和阿联酋；佛山报告1例，来自阿联酋。
2月16日，广东省新增境外输入确诊病例6例，广州报告5例，2例来自美国，2例来自刚果金，1例来自莫桑比克；佛山报告1例，来自阿联酋。
2月17日，广东省新增境外输入确诊病例3例，广州报告，2例来自刚果金，1例来自尼日利亚。
2月19日，广东省新增境外输入确诊病例3例，广州报告2例，分别来自刚果金和柬埔寨；深圳报告1例，来自美国。
2月20日，广东省新增境外输入确诊病例1例，广州报告，来自沙特阿拉伯。
2月21日，广东省新增境外输入确诊病例3例，广州报告，2例来自印度尼西亚，1例来自埃及。
2月22日，广东省新增境外输入确诊病例9例，广州报告，4例来自阿联酋，其余5例分别来自荷兰、尼日利亚、坦桑尼亚、津巴布韦和沙特阿拉伯。
2月23日，广东省新增境外输入确诊病例1例，广州报告，来自尼日利亚。
2月24日，广东省新增境外输入确诊病例1例，广州报告，来自阿联酋。
2月25日，广东省新增境外输入确诊病例2例，广州报告，分别来自伊拉克和喀麦隆。
2月26日，广东省新增境外输入确诊病例5例，广州报告4例，2例来自柬埔寨，其余2例分别来自孟加拉国和莫桑比克；深圳报告1例，来自柬埔寨。
2月27日，广东省新增境外输入确诊病例1例，广州报告，来自伊拉克。
2月28日，广东省新增境外输入确诊病例6例，广州报告5例，2例来自柬埔寨，其余3例分别来自阿联酋、阿尔及利亚和约旦；深圳报告1例，来自坦桑尼亚。

## 2021年3月
3月1日，广东省新增境外输入确诊病例3例，广州报告2例，分别来自美国和土耳其；深圳报告1例，来自南非。
3月2日，广东省新增境外输入确诊病例3例，广州报告，分别来自加蓬、加纳和尼日利亚。
3月3日，广东省新增境外输入确诊病例3例，广州报告2例，分别来自墨西哥和刚果金；佛山报告1例，来自沙特阿拉伯。
3月4日，广东省新增境外输入确诊病例1例，广州报告，来自坦桑尼亚。
3月5日，广东省新增境外输入确诊病例3例，广州报告2例，分别来自日本和柬埔寨；深圳报告1例，来自柬埔寨。
3月6日，广东省新增境外输入确诊病例4例，广州报告，分别来自美国、阿联酋、约旦和阿尔及利亚。
3月7日，广东省新增境外输入确诊病例4例，广州报告1例，来自柬埔寨；深圳报告2例，来自肯尼亚和刚果金；清远报告1例，来自阿联酋。
3月8日，广东省新增境外输入确诊病例2例，广州报告1例，来自加纳；珠海报告1例，来自乌克兰。
3月9日，广东省新增境外输入确诊病例1例，佛山报告，来自沙特阿拉伯。
3月10日，广东省新增境外输入确诊病例2例，广州报告1例，来自沙特阿拉伯；佛山报告1例，来自莫桑比克。
3月11日，广东省新增境外输入确诊病例2例，广州报告，分别来自阿联酋和柬埔寨。
3月12日，广东省新增境外输入确诊病例2例，广州报告，分别来自阿联酋和柬埔寨。
3月13日，广东省新增境外输入确诊病例1例，深圳报告，来自莫桑比克。
3月14日，廣東省疾控中心公布，該中心在12日成功從兩宗境外輸入新冠肺炎個案的鼻咽拭子中，首次發現B.1.525尼日利亞突變株。当日广东省新增境外输入确诊病例1例，肇庆报告，来自土耳其。
3月17日，广东省新增境外输入确诊病例1例，广州报告，来自沙特阿拉伯。
3月18日，广东省新增境外输入确诊病例3例，广州报告1例，来自菲律宾；肇庆报告2例，均来自吉布提。
3月19日，广东省新增境外输入确诊病例2例，佛山报告1例，来自柬埔寨；肇庆报告1例，来自吉布提。
3月20日，广东省全省新增境外输入确诊病例1例，广州报告，来自土耳其。
3月21日，广东省新增境外输入确诊病例1例，佛山报告，来自墨西哥。
3月22日，广东省新增境外输入确诊病例4例，广州报告，2例来自赞比亚，1例来自法国，1例来自土耳其。
3月23日，广东省新增境外输入确诊病例2例，广州报告，分别来自尼日利亚和卢旺达。
3月24日，广东省新增境外输入确诊病例4例，广州报告1例，来自摩洛哥；肇庆报告3例，分别来自土耳其、吉布提和喀麦隆。
3月25日，广东省新增境外输入确诊病例2例，深圳报告1例，来自赞比亚；佛山报告1例，来自喀麦隆。
3月26日，广东省新增境外输入确诊病例1例，广州报告，来自印度尼西亚。
3月27日，广东省新增境外输入确诊病例1例，广州报告，来自巴拿马。
3月28日，广东省新增境外输入确诊病例8例，广州报告，2例来自刚果金，其余6例分别来自法国、印度、孟加拉国、菲律宾、乍得和苏丹。
3月29日，广东省新增境外输入确诊病例2例，广州报告，分别来自肯尼亚和乌克兰。
3月30日，广东省新增境外输入确诊病例2例，广州报告，均来自孟加拉国。
3月31日，广东省新增境外输入确诊病例3例，广州报告2例，均来自加拿大；佛山报告1例，来自吉布提。

## 2021年4月
4月2日，广东省新增境外输入确诊病例3例，广州报告2例，分别来自乌克兰和孟加拉国；深圳报告1例，来自日本。
4月3日，广东省新增境外输入确诊病例2例，广州报告，分别来自孟加拉国和马来西亚。
4月5日，广东省新增境外输入确诊病例2例，广州报告，均来自柬埔寨。
4月6日，广东省新增境外输入确诊病例1例，广州报告，来自美国。
4月7日，广东省新增境外输入确诊病例1例，佛山报告，来自伊拉克。
4月8日，广东省新增境外输入确诊病例4例，广州报告，分别来自菲律宾、柬埔寨、缅甸和刚果金。
4月10日，广东省新增境外输入确诊病例1例，广州报告，来自孟加拉国。
4月11日，广东省新增境外输入确诊病例3例，广州报告，分别来自泰国、孟加拉国和马达加斯加。
4月12日，广东省新增境外输入确诊病例2例，广州报告，分别来自孟加拉国和刚果金。
4月13日，广东省新增境外输入确诊病例3例，广州报告，分别来自美国、柬埔寨和孟加拉国。
4月14日，广东省新增境外输入确诊病例4例，广州报告3例，均来自泰国；佛山报告1例，来自伊拉克。
4月15日，广东省新增境外输入确诊病例2例，广州报告，分别来自印度和土耳其。
4月16日，广东省新增境外输入确诊病例3例，广州报告，分别来自孟加拉国、马来西亚和坦桑尼亚。
4月17日，广东省新增境外输入确诊病例4例，广州报告，2例来自加拿大，其余2例分别来自日本和土耳其。
4月18日，廣東省新增境外输入确诊病例2例，广州报告，分别来自尼泊尔和马来西亚。
4月20日，广东省新增境外输入确诊病例1例，广州报告，来自美国。
4月21日，广东省新增境外输入确诊病例2例，广州报告，均来自塞内加尔。
4月22日，广东省新增境外输入确诊病例5例，广州报告4例，2例来自美国，其余2例分别来自菲律宾和肯尼亚；深圳报告1例，来自肯尼亚。
4月23日，广东省新增境外输入确诊病例1例，深圳报告，来自日本。
4月25日，广东省新增境外输入确诊病例1例，广州报告，来自马来西亚。
4月26日，广东省新增境外输入确诊病例2例，广州报告，分别来自美国和乌克兰。
4月27日，广东省新增境外输入确诊病例3例，广州报告2例，分别来自刚果金和孟加拉国；佛山报告1例，来自乍得。
4月28日，广东省新增境外输入确诊病例1例，佛山报告，来自伊拉克。
4月29日，广东省新增境外输入确诊病例2例，广州报告，分别来自伊拉克和刚果金。
4月30日，广东省新增境外输入确诊病例7例，广州报告6例，分别来自日本、马来西亚、孟加拉国、老挝、阿联酋和卢旺达；佛山报告1例，来自尼日利亚。

## 2021年5月
5月1日，广东省新增境外输入确诊病例6例，广州报告5例，3例来自加拿大，其余2例分别来自柬埔寨和沙特阿拉伯。
5月2日，广东省新增境外输入确诊病例6例，广州报告5例，3例来自加拿大，其余2例分别来自柬埔寨和沙特阿拉伯。
5月3日，广东省新增境外输入确诊病例4例，广州报告，2例来自孟加拉国，其余2例分别来自伊朗和刚果布。
5月4日，广东省新增境外输入确诊病例1例，广州报告，来自柬埔寨。
5月5日，广东省新增境外输入确诊病例1例，广州报告，来自喀麦隆。
5月6日，广东省新增境外输入确诊病例5例，广州报告，2例来自马来西亚，2例来自尼泊尔，1例来自柬埔寨。
5月7日，广东省新增境外输入确诊病例5例，广州报告，3例来自沙特阿拉伯，其余2例分别来自孟加拉国和坦桑尼亚。同日，中国疾控中心发布英文版周报，指出在4月30日于广东省出现了两例新变种巴西病毒。
5月9日，广东省新增境外输入确诊病例2例，广州报告，分别来自阿曼和柬埔寨。
5月10日，广东省新增境外输入确诊病例1例，广州报告，来自约旦。
5月11日，广东省新增境外输入确诊病例8例，广州报告，4例来自坦桑尼亚，其余4例分别来自美国、日本、柬埔寨和沙特阿拉伯。
5月12日，广东省新增境外输入确诊病例2例，广州报告，均来自坦桑尼亚。
5月13日，广东省新增境外输入确诊病例3例，广州报告，分别来自巴西、坦桑尼亚和沙特阿拉伯。
5月14日，广东省新增境外输入确诊病例1例，广州报告，来自沙特阿拉伯。
5月15日，广东省新增境外输入确诊病例5例，广州报告，2例来自孟加拉国，其余3例分别来自柬埔寨、伊拉克和沙特阿拉伯。
5月16日，广东省新增境外输入确诊病例4例，广州报告，分别来自泰国、马来西亚、沙特阿拉伯和喀麦隆。
5月17日，广东省新增境外输入确诊病例1例，广州报告，来自日本。
5月18日，广东省新增境外输入确诊病例1例，广州报告，来自孟加拉国。
5月19日，广东省新增境外输入确诊病例1例，广州报告，来自孟加拉国。
5月20日，广东省新增境外输入确诊病例1例，广州报告，来自柬埔寨。
5月21日，广州市荔湾区出現1例本土病例。同日，深圳市盐田区新增1例无症状感染者。同日，广东省新增境外输入确诊病例5例，广州报告3例，分别来自喀麦隆、马尔代夫和斯里兰卡；深圳报告2例，均来自印度。
5月22日，广东省新增1例本土无症状感染者，深圳报告；新增境外输入确诊病例3例，广州报告，2例来自沙特阿拉伯，1例来自柬埔寨。
5月23日，广东省新增3例本土无症状感染者，广州报告1例，深圳报告2例；全省新增境外输入确诊病例3例，广州报告，分别来自法国、喀麦隆和印度尼西亚。当日，广州市荔湾区新型冠状病毒肺炎疫情防控指挥部通报，新增的无症状感染者系之前确诊病例的丈夫。21日新增病例属于境外输入关联确诊病例，其病毒属于在印度出现的变异株。而深圳市新增的无症状感染者均于5月17日参与了国际货轮“东方温哥华”的作业。
5月24日，广东省新增本土无症状感染者1例，深圳报告。
5月25日，茂名市发现1例无症状感染者，该名无症状感染者曾在荔湾区停留，为确诊患者送餐。深圳市卫健委主任吴红艳当日在发布会上透露，5月24日及25日，深圳新增3名无症状感染者，均与5月17日盐田港区国际货轮作业有关。
5月25日18时至26日6时，广州市报告新增2例确诊病例和1例无症状感染者（三人同住），系荔湾区人民医院（明心院区）在排查中发现。同日，广东省新增境外输入确诊病例12例，广州报告2例，分别来自阿联酋和喀麦隆；佛山报告1例，来自美国；湛江报告9例，均来自埃及。
5月27日，广东省新增本土无症状感染者5例，广州报告3例，深圳报告1例，佛山报告1例；新增境外输入确诊病例1例，湛江报告，来自埃及。
5月28日，广东省新增2例本土确诊病例，广州报告1例，为无症状感染者转确诊；佛山报告1例。新增8例本土无症状感染者，广州报告5例，深圳报告1例，佛山报告2例。新增境外输入确诊病例1例，广州报告，来自柬埔寨。
5月29日，广东省新增13例本土无症状感染者，广州报告12例，佛山报告1例；新增境外输入确诊病例1例，广州报告，来自喀麦隆。
5月30日，广东省新增本土确诊病例20例（其中16例为无症状感染者转确诊），广州报告18例（其中14例为无症状感染者转确诊），佛山报告2例（均为无症状感染者转确诊）；新增本土无症状感染者3例，深圳报告2例，佛山报告1例；新增境外输入确诊病例3例，广州报告，分别来自柬埔寨、印度尼西亚和坦桑尼亚。
5月31日，广东省新增11例本土确诊病例（其中1例为无症状感染者转确诊），广州报告。新增2例本土无症状感染者，广州报告。新增境外输入确诊病例2例，广州报告1例，来自柬埔寨；佛山报告1例，来自美国。

## 2021年6月
6月1日，广东省新增10例本土确诊病例，广州报告7例；佛山报告3例，为无症状感染者转确诊。新增7例本土无症状感染者，广州报告5例，深圳报告2例。新增境外输入确诊病例3例，广州报告2例，分别来自柬埔寨和利比里亚；佛山报告1例，来自菲律宾。
6月2日，广东省新增本土确诊病例15例，广州报告，其中4例为无症状感染者转确诊。新增本土无症状感染者5例，广州报告。新增境外输入确诊病例2例，广州报告，分别来自缅甸和坦桑尼亚。
6月3日，广东省新增本土确诊病例7例，广州报告6例，佛山报告1例；另有本土无症状感染者转确诊病例2例，广州报告。新增本土无症状感染者1例，广州报告。新增境外输入确诊病例2例，广州报告，分别来自柬埔寨与菲律宾。
6月4日，广东省新增8例本土确诊病例，广州报告6例，佛山报告2例；另有本土无症状感染者转确诊病例3例，广州报告。新增3例本土无症状感染者，广州报告2例，佛山报告1例。新增境外输入确诊病例3例，广州报告2例，分别来自孟加拉国和印度尼西亚；肇庆报告1例，来自摩洛哥。
6月5日，广东省新增6例本土确诊病例，广州报告；另有本土无症状感染者转确诊病例1例，广州报告。新增3例本土无症状感染者，广州报告。新增境外输入确诊病例2例，广州报告1例，来自孟加拉国；深圳报告1例，来自柬埔寨。
6月6日，广东省新增4例本土确诊病例，广州报告3例，深圳报告1例；另有本土无症状感染者转确诊病例1例，广州报告。新增2例本土无症状感染者，广州报告1例，湛江报告1例。新增境外输入确诊病例3例，广州报告1例，来自坦桑尼亚；佛山报告2例，均来自阿联酋。
6月7日，广东省新增10例本土确诊病例，广州报告；另有本土无症状感染者转确诊病例9例，广州报告4例，深圳报告3例，佛山和湛江各报告1例。新增境外输入确诊病例3例，广州报告，分别来自柬埔寨、卡塔尔和赞比亚。
6月8日，广东省新增7例本土确诊病例，广州报告；另有本土无症状感染者转确诊病例1例，广州报告。新增1例境外输入确诊病例，为无症状感染者转确诊病例，肇庆报告，来自喀麦隆。
6月9日，广东省新增4例本土确诊病例，广州报告；另有本土无症状感染者转确诊病例2例，广州报告。新增境外输入确诊病例3例，广州报告，2例来自马来西亚，1例来自孟加拉国。
6月10日，广东省新增9例本土确诊病例，均为广州报告。新增境外输入确诊病例1例，广州报告，来自柬埔寨；另有境外输入无症状感染者转确诊病例1例，广州报告，来自柬埔寨。
6月11日，广东省新增本土确诊病例8例，均为广州报告。新增境外输入确诊病例2例，广州报告1例，来自尼日尔；深圳报告1例，来自南非。
6月12日，广东省新增6例本土确诊病例，均为广州报告。新增境外输入确诊病例5例，广州报告4例，3例来自柬埔寨，1例来自卡塔尔；佛山报告1例，来自法国。另有境外无症状感染者转确诊病例2例，均为广州报告，分别来自赞比亚和柬埔寨。
6月13日，广东省新增4例本土确诊病例，均为广州报告。新增境外输入确诊病例3例，广州报告2例，分别来自马来西亚和柬埔寨；深圳报告1例，来自印度尼西亚。
6月14日，广东省新增2例本土确诊病例，广州报告1例，深圳报告1例。新增境外输入确诊病例8例，广州报告4例，分别来自孟加拉国、柬埔寨、缅甸和阿联酋；深圳报告3例，均来自南非；中山报告1例，来自赞比亚。深圳新增1例本土确诊病例为宝安机场海关工作人员，曾负责6月10日CA868次航班入境旅客的流行病学调查工作，属6月10日CA868航班境外输入确诊病例的关联病例。
6月15日，广东省无新增本土确诊病例和本土无症状感染者。新增境外输入确诊病例14例，广州报告1例，来自柬埔寨；深圳报告13例，均来自南非。另有境外无症状感染者转确诊病例1例，广州报告，来自柬埔寨。
6月16日，广东省新增4例本土确诊病例，均为广州报告。新增境外输入确诊病例3例，均为深圳报告，2例来自南非，1例来自莱索托。
6月17日，广东省新增1例本土确诊病例，佛山报告。新增境外输入确诊病例8例，广州报告2例，均来自日本；深圳报告4例，2例来自南非，其余2例分别来自刚果金和印度尼西亚；佛山报告2例，分别来自加纳和柬埔寨。
6月18日，佛山市、东莞市各新增1例本土确诊病例。深圳市报告2例本土确诊病例。当日广东省新增6例本土确诊病例，广州报告2例，深圳报告2例，佛山报告1例，东莞报告1例。新增境外输入确诊病例8例，广州报告1例，来自利比亚；深圳报告1例，来自南非；珠海报告6例，均来自孟加拉国。
6月19日，广东省无新增本土确诊病例和本土无症状感染者。新增境外输入确诊病例12例，广州报告1例，来自马里；深圳报告7例，均来自南非；佛山报告2例，分别来自柬埔寨和利比里亚；江门报告2例，分别来自印度尼西亚和沙特阿拉伯。
6月20日，东莞新增1例确诊病例，系东莞市6月18日确诊病例的密切接触者，为住校学生。当日广东省新增境外输入确诊病例6例，广州报告3例，分别来自英国、阿联酋和柬埔寨；深圳报告2例，分别来自刚果金和肯尼亚；佛山报告1例，来自柬埔寨。东莞首例新增的确诊病例样本二代基因测序结果显示样本的覆盖度为99.99%，属于Delta株，为输入关联的本地病例。
6月21日，深圳在宝安区福永街道福围社区封闭区域重点排查人员中，新报告1例新冠肺炎确诊病例。东莞市6月20日确诊大学生感染来源为此前公布的确诊病例李某婷及其丈夫萧某某。当日广东省新增2例本土确诊病例，深圳报告1例，东莞报告1例。新增境外输入确诊病例5例，广州报告2例，分别来自法国和阿曼；深圳报告1例，来自印度尼西亚；珠海报告1例，来自孟加拉国；东莞报告1例，来自阿联酋。
6月22日，广东省无新增本土确诊病例和本土无症状感染者。新增境外输入确诊病例3例，佛山报告1例，来自柬埔寨；江门报告2例，分别来自印度尼西亚和沙特阿拉伯。
6月23日，广东省无新增本土确诊病例和本土无症状感染者。新增境外输入确诊病例8例，广州报告2例，分别来自泰国和伊朗；佛山报告4例，3例来自柬埔寨，1例来自塞拉利昂；江门报告1例，来自印度尼西亚；肇庆报告1例，来自沙特阿拉伯。
6月24日，广东省无新增本土确诊病例和本土无症状感染者。新增境外输入确诊病例6例，广州报告3例，分别来自乌干达、印度尼西亚和阿联酋；深圳报告1例，来自柬埔寨；阳江报告2例，均来自菲律宾。
6月25日，广东省无新增本土确诊病例和本土无症状感染者。新增境外输入确诊病例4例，深圳报告1例，来自南非；珠海报告1例，来自沙特阿拉伯；佛山报告1例，来自沙特阿拉伯；江门报告1例，来自利比里亚。
6月26日，广东省无新增本土确诊病例和本土无症状感染者。新增境外输入确诊病例1例，江门报告，来自印度尼西亚。
6月27日，广东省新增境外输入确诊病例5例，广州报告2例，分别来自阿曼和埃及；佛山报告2例，分别来自柬埔寨和孟加拉国；江门报告1例，来自英国。
6月28日，广东省新增境外输入确诊病例3例，广州报告1例，来自柬埔寨；深圳报告1例，来自印度尼西亚；肇庆报告1例，来自巴林。
6月29日，广东省新增境外输入确诊病例1例，广州报告，来自喀麦隆。

## 2021年7月
7月1日，广东省新增境外输入确诊病例8例，广州报告7例，2例来自柬埔寨，其余5例分别来自菲律宾、缅甸、阿曼、也门和加纳；肇庆报告1例，来自阿联酋。
7月2日，广东省新增境外输入确诊病例3例，广州报告2例，分别来自马来西亚和柬埔寨；珠海报告1例，来自法国。
7月3日，广东省新增境外输入确诊病例3例，广州报告2例，分别来自英国和孟加拉国；珠海报告1例，来自沙特阿拉伯。
7月4日，广东省新增境外输入确诊病例5例，广州报告4例，分别来自阿联酋、阿曼、孟加拉国和苏丹；江门报告1例，来自乌克兰。
7月5日，广东省新增境外输入确诊病例3例，均为广州报告，分别来自孟加拉国、缅甸和苏丹。
7月6日，广东省新增境外输入确诊病例5例，均为广州报告，3例来自孟加拉国，其余2例分别来自缅甸和科威特。
7月7日，广东省新增境外输入确诊病例2例，均为广州报告，分别来自孟加拉国和缅甸。
7月8日，广东省新增境外输入确诊病例3例，广州报告1例，来自喀麦隆；佛山报告1例，来自沙特阿拉伯；阳江报告1例，来自菲律宾。
7月9日，广东省新增境外输入确诊病例1例，广州报告，来自缅甸。
7月10日，广东省新增境外输入确诊病例1例，广州报告，来自泰国。
7月11日，广东省新增境外输入确诊病例3例，广州报告，分别来自缅甸、刚果（金）和泰国。
7月12日，广东省新增境外输入确诊病例3例，均为广州报告，分别来自菲律宾、孟加拉国和苏丹。
7月13日，广东省新增境外输入确诊病例2例，均为广州报告，分别来自印度尼西亚和伊拉克。
7月14日，广东省新增境外输入确诊病例12例，广州报告，均来自印度尼西亚。
7月15日，广东省新增境外输入确诊病例4例，广州报告2例，分别来自伊拉克和缅甸；佛山报告1例，来自伊拉克；江门报告1例，来自圭亚那。
7月16日，广东省新增境外输入确诊病例1例，广州报告，来自孟加拉国。
7月17日，广东省新增境外输入确诊病例4例，广州报告2例，分别来自孟加拉国和苏丹；佛山报告2例，分别来自伊拉克和圭亚那。
7月18日，广东省新增境外输入确诊病例8例，广州报告4例，分别来自埃及、几内亚、菲律宾和科威特；深圳报告3例，均来自赞比亚；佛山报告1例，来自伊拉克。
7月19日，广东省新增1例境外输入关联无症状感染者，清远报告。新增境外输入确诊病例4例，广州报告2例，分别来自缅甸和孟加拉国；深圳报告1例，来自赞比亚；佛山报告1例，来自伊拉克。清远报告的境外输入关联无症状感染者系清远市人民医院感染科女护士。
7月20日，广东省新增境外输入确诊病例1例，广州报告，来自纳米比亚。
7月21日，广东省新增境外输入确诊病例7例，广州报告5例，分别来自英国、马来西亚、科威特、缅甸和巴拿马；深圳报告1例，来自莫桑比克；肇庆报告1例，来自尼日尔。
7月22日，中山市新增1例无症状感染者，该感染者曾有南京禄口机场停留史。当日，广东省新增境外输入确诊病例14例，广州报告6例，2例来自刚果（金），其余4例分别来自英国、苏丹、加纳和马来西亚；深圳报告1例，来自肯尼亚；佛山报告3例，分别来自伊朗、柬埔寨和马来西亚；肇庆报告2例，分别来自印度尼西亚和菲律宾；清远报告2例，分别来自马来西亚和土耳其。
7月23日，广东省新增境外输入确诊病例5例，广州报告3例，分别来自英国、缅甸和伊拉克；佛山报告1例，来自法国；肇庆报告1例，来自马来西亚。
7月24日，广东省新增本土确诊病例1例（为7月22日中山报告的本土无症状感染者转确诊）。新增境外输入确诊病例5例，广州报告4例，分别来自英国、埃及、菲律宾和孟加拉国；佛山报告1例，来自埃及。
7月25日，广东省新增本土无症状感染者1例，珠海报告，为南京返粤人员，在已纳入集中隔离的密接排查中发现。全省新增境外输入确诊病例8例，广州报告3例，分别来自英国、菲律宾和刚果（金）；深圳报告2例，分别来自肯尼亚和赞比亚；佛山报告2例，分别来自乌克兰和伊拉克；清远报告1例，来自菲律宾。
7月26日，广东省新增境外输入确诊病例13例，广州报告11例，4例来自马来西亚，3例来自刚果（金），其余4例分别来自埃及、肯尼亚、孟加拉国和伊拉克；佛山报告2例，分别来自墨西哥和伊拉克。
7月27日，广东省新增境外输入确诊病例3例，广州报告2例，分别来自菲律宾和科威特；肇庆报告1例，来自英国。
7月28日，广东省新增境外输入确诊病例3例，广州报告1例，来自马来西亚；佛山报告1例，来自肯尼亚；肇庆报告1例，来自马来西亚。
7月29日，广东省新增境外输入确诊病例9例，均为广州报告，2例来自马来西亚，2例来自缅甸，2例来自坦桑尼亚，其余3例分别来自英国、土耳其和肯尼亚。
7月30日，广东省新增境外输入确诊病例1例，中山报告，来自法国。
7月31日，广东省新增境外输入确诊病例2例，深圳报告1例，来自肯尼亚；佛山报告1例，来自赞比亚。

## 2021年8月
8月1日，广东省新增境外输入确诊病例2例，广州报告，分别来自埃及和刚果（布）。
8月2日，广东省新增境外输入确诊病例6例，广州报告5例，2例来自缅甸，其余3例分别来自土耳其、菲律宾和赞比亚；佛山报告1例，来自斐济。
8月3日，广东省新增境外输入确诊病例2例，均为广州报告，分别来自马来西亚和孟加拉国。
8月4日，广东省新增境外输入确诊病例2例，广州报告1例，来自摩洛哥；佛山报告1例，来自美国。
8月5日，广东省新增境外输入确诊病例13例，广州报告12例，4例来自缅甸，2例来自马来西亚，2例来自刚果（金），其余4例分别来自菲律宾、墨西哥、肯尼亚和赞比亚；深圳报告1例，来自美国。
8月6日，广东省新增境外输入确诊病例3例，广州报告2例，分别来自缅甸和斯里兰卡；佛山报告1例，来自土耳其。
8月7日，广东省新增境外输入确诊病例3例，均为广州报告，分别来自美国、菲律宾和马来西亚。
8月8日，广东省新增境外输入确诊病例8例，广州报告6例，分别来自英国、菲律宾、墨西哥、巴拿马、缅甸和卢旺达；深圳报告2例，均来自印度尼西亚。
8月9日，广东省新增境外输入确诊病例8例，广州报告7例，2例来自缅甸，其余5例分别来自马来西亚、哈萨克斯坦、阿联酋、肯尼亚和乌干达；佛山报告1例，来自沙特阿拉伯。
8月10日，广东省新增境外输入确诊病例2例，佛山报告，分别来自沙特阿拉伯和卡塔尔。
8月11日，广东省新增境外输入确诊病例5例，广州报告4例，3例来自马来西亚，1例来自肯尼亚；深圳报告1例，来自南苏丹。
8月12日，广东省新增境外输入确诊病例9例，广州报告7例，4例来自缅甸，其余3例分别来自美国、英国和日本；深圳报告2例，均来自美国。广州新增1例境外输入确诊病例系7月24日从白云国际机场入境，闭环转运至佛山定点酒店集中隔离观察14天，后解除集中隔离闭环转运至天河区林和街道天河北社区远东大厦实施7天居家健康监测的留学生，该患者8月8日核酸检测结果阴性，8月12日核酸检测结果阳性。
8月13日，广东省新增境外输入确诊病例3例，广州报告1例，来自南非；佛山报告2例，分别来自伊朗和沙特阿拉伯。
8月14日，广东省新增境外输入确诊病例13例，广州报告11例，6例来自缅甸，其余5例分别来自菲律宾、泰国、加拿大、科威特和刚果（金）；佛山报告1例，来自沙特阿拉伯；肇庆报告1例，来自坦桑尼亚。
8月15日，广东省新增境外输入确诊病例5例，广州报告3例，2例来自菲律宾，1例来自刚果（布）；佛山报告1例，来自沙特阿拉伯；肇庆报告1例，来自利比里亚。
8月16日，广东省新增境外输入确诊病例9例，均为广州报告，4例来自缅甸，2例来自孟加拉国，其余3例分别来自美国、刚果（金）和阿联酋。
8月17日，广东省新增境外输入确诊病例1例，广州报告，来自孟加拉国。
8月18日，广东省新增境外输入确诊病例10例，广州报告8例，4例来自斐济，2例来自缅甸，其余2例分别来自菲律宾和孟加拉国；肇庆报告2例，分别来自肯尼亚和科特迪瓦。
8月19日，广东省新增境外输入确诊病例9例，广州报告8例，5例来自缅甸，2例来自菲律宾，1例来自坦桑尼亚；佛山报告1例，来自美国。
8月20日，广东省新增境外输入确诊病例4例，均为广州报告，2例来自缅甸，其余2例分别来自埃及和孟加拉国。
8月21日，广东省新增境外输入确诊病例6例，广州报告5例，2例来自缅甸，其余3例分别来自孟加拉国、菲律宾和沙特阿拉伯；深圳报告1例，来自印度尼西亚。
8月22日，广东省新增境外输入确诊病例5例，广州报告4例，分别来自缅甸、菲律宾、土耳其和阿联酋；深圳报告1例，来自刚果（金）。
8月23日，广东省新增境外输入确诊病例8例，均为广州报告，2例来自孟加拉国，2例来自缅甸，2例来自菲律宾，其余2例分别来自阿联酋和肯尼亚。
8月24日，广东省新增境外输入确诊病例3例，广州报告1例，来自土耳其；佛山报告1例，来自加纳；东莞报告1例，来自沙特阿拉伯。
8月25日，广东省新增境外输入确诊病例9例，广州报告5例，3例来自缅甸，其余2例分别来自泰国和孟加拉国；深圳报告1例，来自印度尼西亚；佛山报告1例，来自菲律宾；东莞报告2例，分别来自伊朗和阿联酋。
8月26日，广东省新增境外输入确诊病例8例，广州报告6例，3例来自孟加拉国，2例来自菲律宾，1例来自缅甸；深圳报告1例，来自印度尼西亚；东莞报告1例，来自菲律宾。
8月27日，广东省新增境外输入确诊病例3例，广州报告2例，分别来自日本和孟加拉国；东莞报告1例，来自菲律宾。
8月28日，广东省新增境外输入确诊病例3例，广州报告1例，来自韩国；佛山报告2例，分别来自斯里兰卡和吉布提。
8月29日，广东省新增境外输入确诊病例9例，广州报告6例，2例来自孟加拉国，其余4例分别来自英国、日本、缅甸和泰国；深圳报告1例，来自美国；佛山报告2例，分别来自埃及和马来西亚。
8月30日，广东省新增境外输入确诊病例4例，广州报告3例，分别来自缅甸、科威特和埃及；东莞报告1例，来自哈萨克斯坦。
8月31日，广东省新增境外输入确诊病例6例，均为广州报告，3例来自缅甸，其余3例分别来自美国、孟加拉国和马来西亚。

## 2021年9月
9月1日，广东省新增境外输入确诊病例9例，广州报告8例，6例来自缅甸，其余2例分别来自日本和喀麦隆；深圳报告1例，来自印度尼西亚。
9月2日，广东省新增境外输入确诊病例5例，均为广州报告，分别来自菲律宾、孟加拉国、土耳其、伊拉克和几内亚。
9月3日，广东省新增境外输入确诊病例4例，广州报告2例，均来自孟加拉国；佛山报告2例，均来自加蓬。
9月4日，广州市越秀区发现1例无症状感染者，初步判断与境外输入确诊病例相关联。该无症状感染者为入境隔离酒店东海大厦工作人员，所感染的新冠病毒核酸序列与广州市9月4日报告的一例境外输入病例杨某的新冠病毒核酸序列均为德尔塔变异毒株，且高度同源。广东省新增境外输入确诊病例4例，广州报告2例，分别来自菲律宾和几内亚；深圳报告1例，来自赞比亚；佛山报告1例，来自喀麦隆。
9月5日，广东省新增本土无症状感染者1例，广州报告，通过密接排查发现。新增境外输入确诊病例7例，广州报告4例，分别来自缅甸、菲律宾、马来西亚和摩洛哥；佛山报告3例，分别来自斯里兰卡、南苏丹和加蓬。
9月6日，广东省新增境外输入确诊病例2例，广州报告1例，来自伊拉克；东莞报告1例，来自墨西哥。
9月7日，广东省新增境外输入确诊病例4例，均为广州报告，分别来自阿联酋、缅甸、马来西亚和孟加拉国。
9月8日，广东省新增境外输入确诊病例4例，均为广州报告，分别来自印度尼西亚、摩洛哥、科威特和缅甸。
9月9日，广东省新增境外输入确诊病例5例，广州报告4例，分别来自斯里兰卡、孟加拉国、日本和伊拉克；东莞报告1例，来自土耳其。
9月10日，广东省新增本土无症状感染者1例，广州报告，在纳入集中隔离观察的密接中发现。新增境外输入确诊病例2例，广州报告1例，来自印度尼西亚；佛山报告1例，来自土库曼斯坦。
9月11日，广东省新增境外输入确诊病例6例，广州报告4例，2例来自伊拉克，其余2例分别来自缅甸和马来西亚；佛山报告2例，分别来自美国和尼日利亚。
9月12日，广东省新增境外输入确诊病例3例，均为广州报告，分别来自喀麦隆、缅甸和斯里兰卡。
9月13日，广东省新增境外输入确诊病例8例，广州报告6例，分别来自美国、孟加拉国、阿联酋、菲律宾、越南和伊拉克；深圳报告1例，来自肯尼亚；佛山报告1例，来自英国。
9月14日，广东省新增境外输入确诊病例4例，广州报告1例，来自菲律宾；深圳报告1例，来自肯尼亚；东莞报告2例，分别来自马来西亚和圭亚那。
9月15日，广东省新增境外输入确诊病例3例，均为广州报告，分别来自俄罗斯、科威特和刚果（金）。
9月16日，广东省新增境外输入确诊病例2例，均为广州报告，分别来自日本和阿联酋。
9月17日，广东省新增境外输入确诊病例3例，深圳报告1例，来自塞尔维亚；佛山报告2例，均来自刚果（金）。
9月18日，广东省新增境外输入确诊病例2例，均为广州报告，分别来自阿联酋和多米尼加共和国。
9月20日，广东省新增境外输入确诊病例3例，广州报告2例，分别来自缅甸和加蓬；东莞报告1例，来自刚果（金）。
9月21日，广东省新增境外输入确诊病例2例，广州报告1例，来自伊朗；深圳报告1例，来自新加坡。
9月22日，广东省新增境外输入确诊病例2例，均为广州报告，分别来自加蓬和埃塞俄比亚。
9月23日，广东省新增境外输入确诊病例1例，江门报告，来自牙买加。
9月24日，广东省新增境外输入确诊病例9例，广州报告1例，来自孟加拉国；深圳报告1例，来自南非；阳江报告7例，均来自菲律宾。
9月25日，广东省新增境外输入确诊病例4例，广州报告1例，来自莫桑比克；东莞报告2例，分别来自蒙古和沙特阿拉伯；阳江报告1例，来自菲律宾。
9月26日，广东省新增境外输入确诊病例1例，广州报告，来自加蓬。
9月27日，广东省新增境外输入确诊病例3例，均为广州报告，2例来自孟加拉国，1例来自伊拉克。
9月28日，广东省新增境外输入确诊病例1例，广州报告，来自伊朗。
9月29日，广东省新增境外输入确诊病例3例，均为广州报告，来自孟加拉国。
9月30日，广东省新增境外输入确诊病例6例，广州报告1例，来自美国；佛山报告2例，均来自土耳其；东莞报告2例，均来自新加坡；阳江报告1例，来自菲律宾。

## 2021年10月
10月1日，广东省新增境外输入确诊病例3例，广州报告1例，来自孟加拉国；佛山报告2例，分别来自美国和苏里南。
10月2日，广东省新增境外输入确诊病例3例，广州报告2例，分别来自加纳和刚果（金）；佛山报告1例，来自苏里南。
10月3日，广东省新增境外输入确诊病例4例，广州报告1例，来自孟加拉国；深圳报告1例，来自泰国；佛山报告1例，来自苏里南；东莞报告1例，来自新加坡。
10月4日，广东省新增境外输入确诊病例4例，广州报告3例，分别来自新加坡、阿联酋和赞比亚；东莞报告1例，来自新加坡。
10月7日，广东省新增境外输入确诊病例2例，均为广州报告，分别来自孟加拉国和加纳。
10月10日，广东省新增境外输入确诊病例2例，广州报告1例，来自孟加拉国；东莞报告1例，来自日本。
10月12日，广东省新增境外输入确诊病例2例，广州报告1例，来自土耳其；深圳报告1例，来自新加坡。
10月13日，广东省新增境外输入确诊病例2例，佛山报告1例，来自美国；东莞报告1例，来自新加坡。
10月17日，广东省新增境外输入确诊病例2例，均为广州报告，分别来自美国和新加坡。
10月18日，广东省新增境外输入确诊病例3例（其中1例为无症状感染者转确诊），广州报告2例，分别来自新加坡和马来西亚；东莞报告1例，来自新加坡。
10月19日，广东省新增境外输入确诊病例3例（其中1例为无症状感染者转确诊），广州报告1例，来自土耳其；佛山报告1例，来自巴哈马；东莞报告1例，来自新加坡。
10月20日，广东省新增境外输入确诊病例1例，广州报告，来自新加坡。
10月21日，广东省新增境外输入确诊病例1例，深圳报告，来自印度尼西亚。
10月22日，广东省新增境外输入确诊病例1例，为无症状感染者转确诊，佛山报告，来自土耳其。
10月23日，广东省新增境外输入确诊病例1例，为无症状感染者转确诊，广州报告，来自新加坡。
10月25日，广东省新增境外输入确诊病例4例（其中1例为无症状感染者转确诊），广州报告1例，来自阿联酋；深圳报告2例，均来自印度尼西亚；佛山报告1例，来自阿联酋。
10月26日，广东省新增境外输入确诊病例2例（其中1例为无症状感染者转确诊），广州报告1例，来自贝宁；佛山报告1例，来自阿联酋。
10月28日，广东省新增境外输入确诊病例4例（其中2例为无症状感染者转确诊），佛山报告2例，分别来自新加坡和吉尔吉斯斯坦；东莞报告2例，分别来自土耳其和刚果（金）。
10月29日，广东省新增境外输入确诊病例2例（其中1例为无症状感染者转确诊），广州报告1例，来自新加坡；深圳报告1例，来自印度尼西亚。
10月30日，广东省新增境外输入确诊病例1例，广州报告，来自泰国。

## 2021年11月
11月1日，广东省新增境外输入确诊病例2例，均为广州报告，分别来自日本和越南。
11月2日，广东省新增境外输入确诊病例4例，广州报告3例，分别来自泰国、吉布提和厄立特里亚；东莞报告1例，来自英国。
11月3日，广东省新增境外输入确诊病例3例（其中1例为无症状感染者转确诊），均为广州报告，分别来自缅甸、阿联酋和沙特阿拉伯。
11月4日，广东省新增境外输入确诊病例1例，东莞报告，来自马来西亚。
11月5日，广东省新增境外输入确诊病例3例，广州报告2例，分别来自缅甸和埃塞俄比亚；东莞报告1例，来自马来西亚。
11月6日，广东省新增境外输入确诊病例3例（其中1例为无症状感染者转确诊），广州报告2例，分别来自老挝和英国；佛山报告1例，来自美国。
11月7日，广东省新增境外输入确诊病例3例（其中1例为无症状感染者转确诊），均为广州报告，分别来自缅甸、阿联酋和埃塞俄比亚。
11月8日，广东省新增境外输入确诊病例4例（其中1例为无症状感染者转确诊），均为广州报告，2例来自阿联酋，其余2例分别来自老挝和阿曼。
11月9日，广东省新增境外输入确诊病例1例，广州报告，来自赞比亚。
11月10日，广东省新增境外输入确诊病例1例，为无症状感染者转确诊，东莞报告，来自新加坡。
11月11日，广东省新增境外输入确诊病例2例，广州报告1例，来自赞比亚；深圳报告1例，来自美国。
11月12日，广东省新增境外输入确诊病例1例，广州报告，来自卡塔尔。
11月13日，广东省新增境外输入确诊病例1例，广州报告，来自刚果（金）。
11月14日，广东省新增境外输入确诊病例4例（其中1例为无症状感染者转确诊），广州报告3例，分别来自阿曼、尼日利亚和刚果（金）；佛山报告1例，来自荷兰。
11月15日，广东省新增境外输入确诊病例2例，均为广州报告，分别来自老挝和肯尼亚。
11月16日，广东省新增境外输入确诊病例1例，广州报告，来自伊拉克。
11月17日，广东省新增境外输入确诊病例4例，其中3例为无症状感染者转确诊，广州报告2例，分别来自阿联酋和加拿大；深圳报告1例，来自新加坡；佛山报告1例，来自马来西亚。
11月18日，广东省新增境外输入确诊病例3例，其中1例为无症状感染者转确诊，广州报告1例，来自苏丹；深圳报告1例，来自美国；东莞报告1例，来自新加坡。
11月19日，广东省新增境外输入确诊病例2例（其中1例为无症状感染者转确诊），均为广州报告，分别来自缅甸和韩国。
11月20日，广东省新增境外输入确诊病例3例（其中1例为无症状感染者转确诊），广州报告2例，分别来自伊拉克和津巴布韦；东莞报告1例，来自新加坡。
11月21日，广东省新增境外输入确诊病例2例，均为广州报告，分别来自孟加拉国和阿联酋。
11月22日，广东省新增境外输入确诊病例5例（其中2例为无症状感染者转确诊），均为广州报告，3例来自越南，其余2例分别来自老挝和尼日利亚。
11月23日，广东省新增境外输入确诊病例2例，均为广州报告，分别来自缅甸和尼日利亚。
11月24日，广东省新增境外输入确诊病例4例，广州报告1例，来自缅甸；深圳报告2例，分别来自美国和印度尼西亚；佛山报告1例，来自英国。
11月25日，广东省新增境外输入确诊病例6例，均为广州报告，均来自越南。
11月26日，广东省新增境外输入确诊病例3例，均为广州报告，2例来自越南，1例来自新加坡。
11月27日，广东省新增境外输入确诊病例3例，广州报告2例，分别来自越南和老挝；佛山报告1例，来自马来西亚。
11月28日，广东省新增境外输入确诊病例4例（其中2例为无症状感染者转确诊），均为广州报告，2例来自越南，其余2例分别来自老挝和孟加拉国。
11月29日，广东省新增境外输入确诊病例9例（其中2例为无症状感染者转确诊），广州报告8例，4例来自越南，2例来自美国，其余2例分别来自沙特阿拉伯和埃塞俄比亚；佛山报告1例，来自马来西亚。
11月30日，广东省新增境外输入确诊病例4例，广州报告2例，分别来自越南和伊朗；深圳报告1例，来自新加坡；东莞报告1例，来自刚果（金）。

## 2021年12月
12月1日，广东省新增境外输入确诊病例1例，深圳报告，来自新加坡。
12月2日，广东省新增境外输入确诊病例3例，均为广州报告，分别来自美国、越南和津巴布韦。
12月3日，广东省新增本土确诊病例1例，广州白云区报告，通过对隔离酒店工作人员例行核酸检测发现；新增境外输入确诊病例3例（其中1例为无症状感染者转确诊），广州报告2例，分别来自越南和埃塞俄比亚；佛山报告1例，来自美国。
12月4日，广东省新增境外输入确诊病例1例（为无症状感染者转确诊），佛山报告，来自厄瓜多尔。
12月5日，广东省新增境外输入确诊病例1例，佛山报告，来自海地。
12月6日，广东省新增境外输入确诊病例3例（其中1例为无症状感染者转确诊），广州报告2例，分别来自美国和埃塞俄比亚；佛山报告1例，来自哈萨克斯坦。
12月7日，广东省新增境外输入确诊病例3例，均为广州报告，分别来自德国、老挝和越南。
12月8日，广东省新增境外输入确诊病例3例（其中1例为无症状感染者转确诊），均为广州报告，分别来自哈萨克斯坦、老挝和越南。
12月11日，广东省新增境外输入确诊病例1例，佛山报告，来自巴拿马。
12月12日，广东省新增境外输入确诊病例5例，广州报告4例，均来自老挝；佛山报告1例，来自哈萨克斯坦。
12月13日，广东省新增境外输入确诊病例4例，均为广州报告，分别来自美国、加拿大、老挝和马来西亚。
12月14日，东莞市大朗镇在对省外涉疫地区返莞人员核酸检测中，排查发现2例无症状感染者，病例与西安关联本土病例属同一传播链。同日，廣州市疫情防控新聞發布會公布，廣州發現該省首宗境外輸入Omicron陽性病例，確診為普通型，同时为中国內地第二宗。当日广东省新增本土确诊病例2例，均为东莞报告，在对省外涉疫地区返粤人员核酸检测中发现；新增本土无症状感染者2例，均为东莞报告，在纳入集中隔离观察的密接中发现。新增境外输入确诊病例2例，广州报告1例，来自老挝；佛山报告1例，来自美国。
12月15日，广东省新增本土确诊病例6例，均为东莞报告，其中3例通过密接排查发现，2例为无症状感染者转确诊，1例在重点人群核酸筛查中发现。新增本土无症状感染者1例，广州报告，在对入境转运专班工作人员例行核酸检测中发现。
12月16日，广州市在对境外输入确诊病例参照密切接触者管理的重点人员检测中，发现1例关联病例。当日广东省新增本土确诊病例2例，广州报告1例，在纳入集中隔离的人员检测中发现；东莞报告1例，通过密接排查发现。新增境外输入确诊病例4例，广州报告2例，分别来自老挝和埃塞俄比亚；深圳报告1例，来自新加坡；佛山报告1例，来自马来西亚。
12月17日，广东省新增本土确诊病例2例，均为东莞报告，1例在纳入集中隔离观察的密接中发现，1例在大规模人群核酸筛查中发现。新增境外输入确诊病例5例，其中1例为无症状感染者转确诊，广州报告3例，分别来自老挝、马来西亚和伊朗；深圳报告2例，均来自美国。
12月18日，广东省新增本土确诊病例3例，广州报告1例，在纳入集中隔离观察的密接中发现；东莞报告2例，均在重点人群核酸筛查中发现。新增境外输入确诊病例5例，广州报告3例，分别来自法国、孟加拉国和尼日尔；深圳报告1例，来自泰国；佛山报告1例，来自韩国。
12月19日，广东省新增本土确诊病例2例，东莞报告，均在纳入集中隔离的密接中发现。新增境外输入确诊病例8例（其中2例为无症状感染者转确诊），广州报告7例，2例来自刚果（金），其余5例分别来自法国、韩国、老挝、肯尼亚和埃塞俄比亚；佛山报告1例，来自美国。
12月20日，广东省新增本土确诊病例6例，东莞报告，均在纳入集中隔离的密接中发现。新增境外输入确诊病例4例，均为广州报告，分别来自孟加拉国、哈萨克斯坦、刚果（金）和喀麦隆。
12月21日，广东省新增本土确诊病例2例，东莞报告，均在纳入集中隔离的密接中发现。新增境外输入确诊病例3例，其中1例为无症状感染者转确诊，广州报告2例，分别来自刚果（金）和肯尼亚；佛山报告1例，来自秘鲁。
12月22日，广东省新增本土确诊病例1例，东莞报告，在封控区重点人群每日核酸检测中发现。新增境外输入确诊病例8例，广州报告7例，3例来自美国，2例来自刚果（金），其余2例分别来自玻利维亚和喀麦隆；深圳报告1例，来自刚果（布）。
12月23日，广东省新增本土确诊病例1例，东莞报告，在纳入集中隔离的密接中发现。新增境外输入确诊病例4例，广州报告3例，2例来自塞尔维亚，1例来自埃塞俄比亚；佛山报告1例，来自美国。
12月24日，广东省新增境外输入确诊病例6例，广州报告1例，来自澳大利亚；深圳报告5例，均来自美国。其中3人样本中的病毒全基因序列分析结果显示为奥密克戎变异株。
12月25日，广东省新增境外输入确诊病例2例，均为佛山报告，均来自坦桑尼亚。
12月26日，广东省新增本土确诊病例1例，东莞报告，在纳入集中隔离的密接中发现。新增境外输入确诊病例5例，广州报告3例，分别来自日本、加拿大和阿联酋；佛山报告2例，分别来自英国和厄瓜多尔。
12月27日，广东省新增境外输入确诊病例2例，广州报告1例，来自澳大利亚；佛山报告1例，来自印度。
12月28日，广东省新增境外输入确诊病例4例，广州报告2例，分别来自哈萨克斯坦和哥斯达黎加；清远报告2例，均来自加拿大。
12月29日，广东省新增境外输入确诊病例10例，广州报告4例，均来自美国；佛山报告6例，4例来自美国，其余2例分别来自台湾和坦桑尼亚。
12月30日，广东省新增境外输入确诊病例3例，其中1例为无症状感染者转确诊，深圳报告1例，来自美国；佛山报告1例，来自美国；清远报告1例，来自加拿大。
12月31日，广东省新增境外输入关联无症状感染者1例，佛山报告，在纳入集中隔离的重点人群核酸检测中发现。新增境外输入确诊病例11例（其中3例为无症状感染者转确诊），广州报告2例，分别来自蒙古和哥斯达黎加；深圳报告5例，均来自美国；佛山报告3例，均来自美国；清远报告1例，来自加拿大。